# 1271
Cette page concerne l'année 1271  du calendrier julien. Pour l'année 1271 av. J.-C., voir 1271 av. J.-C.
L'année 1271 est une année commune qui commence un jeudi.

## Événements

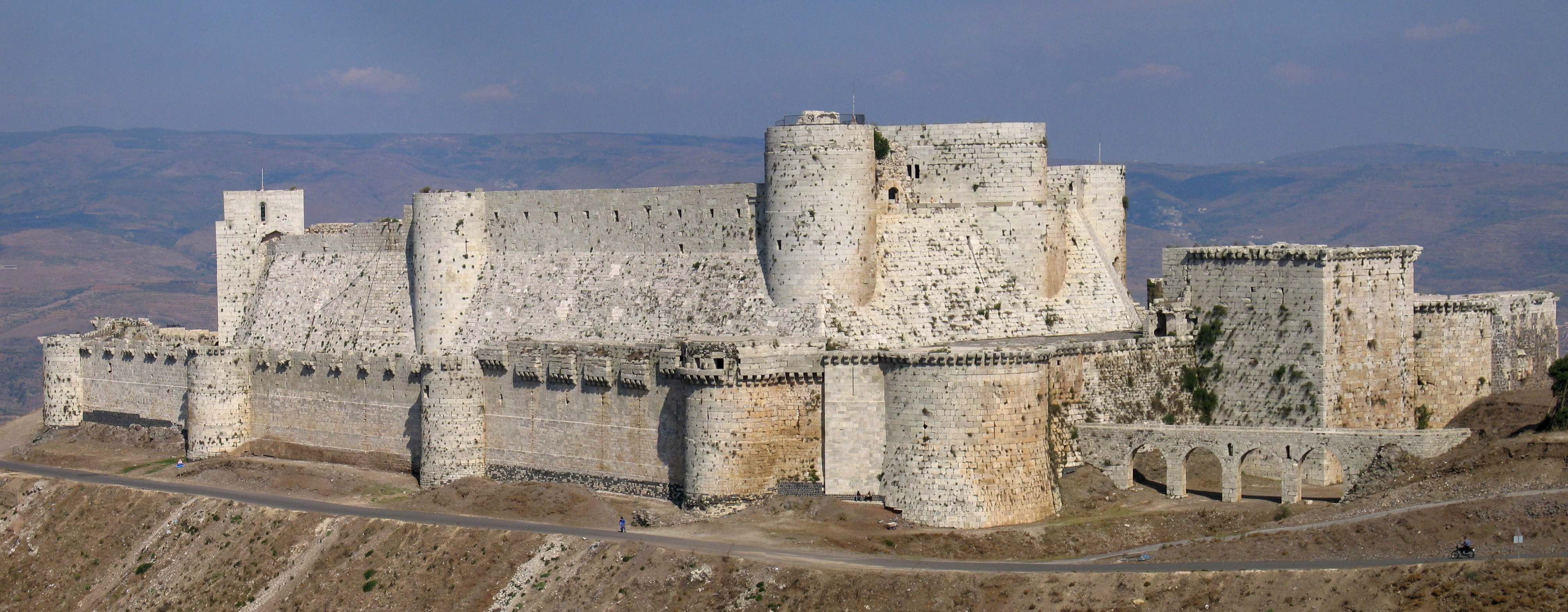
8 avril : prise du krak des Chevaliers

- 15 mars - 8 avril : le sultan Baybars assiège et prend le krak des Chevaliers (Hosn-al-Akrad)[1]. Il s’empare de toutes les places fortes franques de l’intérieur : Nazareth, le Thabor, Bethléem, Safet, Beaufort, Chastel Blanc…

- 9 mai : arrivée du prince Édouard d'Angleterre à Saint-Jean-d'Acre[2].

- 9 août : la mort du khan de Djaghataï Barak provoque une grande confusion. Ses quatre fils et les fils d’Alghu se liguent contre Qaïdu pour recouvrir l’indépendance de la Transoxiane. Qaïdu attribue le pays à un autre prince djagathaïde, Nikpaï Oghoul, qui le trahit et se retourne contre lui. Qaïdu le vainc le fait exécuter et met Togatemur sur le trône de Transoxiane (1272)[3].
- Octobre : l'ilkhan Abaqa envoie dix mille cavaliers ravager les environs d’Alep. Dans les années qui suivent, les Francs et les Mongols organiseront plusieurs incursions en Syrie, mais seront repoussés. Les possessions franques se réduisent à la mort de Baybars (1277) à un chapelet de cités côtières[3].
- 18 décembre : Kubilai Khan fonde officiellement la dynastie Yuan[4].

- Le roi chrétien de Dongola David Ier refuse de payer le tribut au sultan Baybars et dévaste la région d’Assouan[5].

- Départ de Marco Polo de Venise, accompagnant son père Niccolò et son oncle Matteo jusqu’en Chine, pour ne revenir à Venise qu'en 1295. Ils prennent en Asie la route à partir d'Ayas vers Erzurum et Tabriz, puis traversent l’Iran puis l'Afghanistan et le Pamir, puis Kachgar, les oasis au sud du bassin du Tarim et le désert de Gobi, pour parvenir à Shangdu en Mongolie intérieure où séjournait l'empereur Kubilai Khan[3].
- Institution de maisons d’hospitalisation en Chine. Une autre ordonnance rend obligatoire de soutenir les veuves, les orphelins et les invalides[3].

### Europe

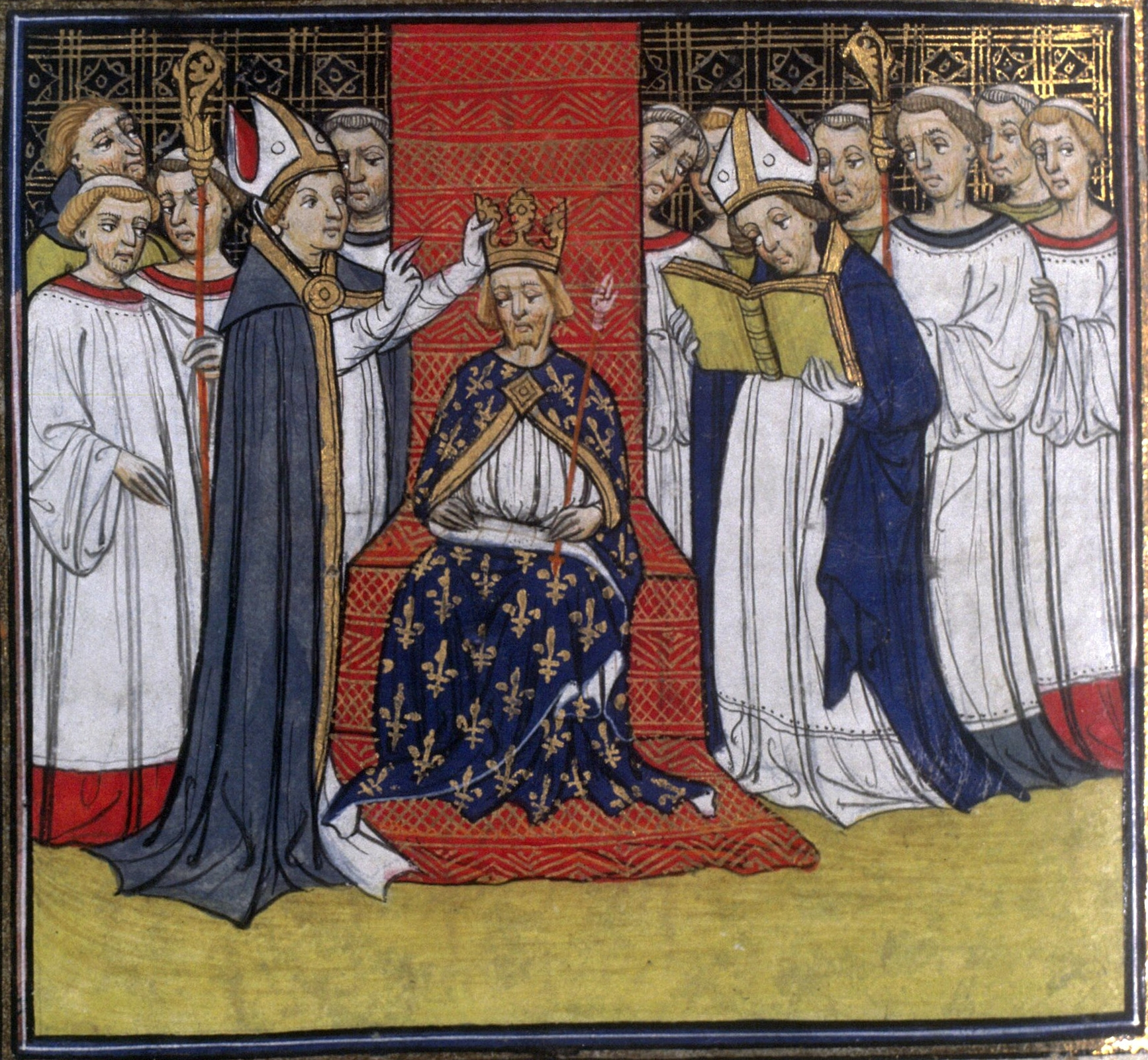
15 août : sacre de Philippe le Hardi

- Février : prise de Durazzo[6]. Charles d'Anjou occupe une partie de l'Illyrie qu'il nomme Albanum (Albanie).
- 2 juillet : premier traité de Presbourg entre Étienne V de Hongrie et Ottokar II de Bohême[7].
- 15 août : sacre de Philippe le Hardi à Reims par l'évêque de Soissons[8].
- 25 août : le Comté de Toulouse, le Poitou et l’Auvergne reviennent au domaine royal du roi de France après les décès d’Alphonse de Poitiers et de Jeanne de Toulouse (voir : Charte Raymondine).
- 1er septembre : 
  - début du pontificat de Grégoire X (jusqu'en 1276)[9].
  - l'assemblée des capitouls de Toulouse reconnait Philippe le Hardi comme seigneur[2].
- 19 septembre : le sénéchal de Carcassonne Guillaume de Cohardon reçoit l'ordre du roi de France Philippe le Hardi de prendre possession en son nom de son héritage[10].
- 8 octobre : la noblesse du comté de Toulouse assemblée prête serment au roi de France[9] : la France d'oc qui se trouve réunie à la France d'oïl.

- En Roumanie, la forêt de Maramureş, relevant de la couronne de Hongrie, est mentionné par un diplôme d'André de Hongrie, qui confirme les privilèges des hospites (colons étrangers) du village de Kirihaza, près de la Tisza, dans le comitat d'Ugocsa[11].
- Première mention de la ville de Brașov en Roumanie[12].